# Acolasis mesozonea
Coenipeta mesozonea là một loài bướm đêm trong họ Erebidae.